# Проксиметакаїн
Проксиметакаїн (МНН) або пропаракаїн (USAN) є місцевим анестезуючим препаратом аміноестерної групи.

## Клінічна фармакологія
Проксиметакаїн — місцевий анестетик, який при місцевому застосуванні проникає в сенсорні нервові закінчення в тканині рогівки.

## Механізм дії
Вважається, що проксиметакаїн діє як антагоніст напружених натрієвих каналів, впливаючи на проникність нейрональних мембран; однак, як це гальмує больові відчуття та точний механізм дії проксиметакаїну, невідомо.

## Показання та застосування
Офтальмологічний розчин проксиметакаїну гідрохлориду (очні краплі) рекомендовано для таких процедур, як тонометрія, гоніоскопія, видалення сторонніх тіл або інші подібні процедури, що вимагають місцевої анестезії рогівки та кон'юнктиви.

## Попередження
Проксиметакаїн призначений лише для місцевого офтальмологічного використання, і він не призначений для ін'єкцій. Тривале використання цього або будь-якого іншого очного анестетика для місцевого застосування може призвести до постійного помутніння рогівки з супутніми втратами зору.

## Як постачається
Проксиметакаїн доступний у вигляді його гідрохлоридної солі в офтальмологічних розчинах у концентрації 0,5 %. Препарат уже не патентується. Пропаракаїн 0,5 % продається як Poencaina від Poen.

## Синоніми
Alcaine, Ak-Taine, Пропаракаїн, Poencaina, Ophthetic, Odan-proparacaine, Piperocaine, Proparacaine Hydrochloride, PMS-proparacaine Hydrochloride Oph Soltn